# Starowiriwka (Krasnohrad)
Starowiriwka (ukrainisch Старовірівка; russisch Староверовка Starowerowka) ist ein Dorf im Westen der ukrainischen Oblast Charkiw mit etwa 3500 Einwohnern (2004).
Das 1733 gegründete Dorf war bis 2017 das administrative Zentrum der gleichnamigen Landratsgemeinde im Süden des Rajon Nowa Wodolaha und liegt am Ufer der – zum 1,32 km² großen Starowiriwker Stausee (Старовірівське водосховище Starowiriwske wodoschowischtsche) angestauten – Berestowenka (Берестовенька; Flusssystem des Oril). Durch die Ortschaft, die sich 32 km südlich vom ehemaligen Rajonzentrum Nowa Wodolaha und 77 km südöstlich vom Oblastzentrum Charkiw befindet, verläuft die Territorialstraße T–21–20.

## Verwaltungsgliederung
Am 28. September 2017 wurde das Dorf zum Zentrum der neugegründeten Landgemeinde Starowiriwka (Старовірівська сільська громада Starowiriwska silska hromada). Zu dieser zählten auch die 8 Dörfer Djatschkiwka, Karawan, Melychiwka, Murawlynka, Paraskowija, Rakiwka, Sawadiwka und Tscherwona Poljana sowie die Ansiedlung Palatky, bis dahin bildete es zusammen mit den Dörfern Djatschkiwka, Murawlynka und Rakiwka sowie der Ansiedlung Palatky die gleichnamige Landratsgemeinde Starowiriwka (Старовірівська сільська рада Starowiriwska silska rada) im Süden des Rajons Nowa Wodolaha.
Am 12. Juni 2020 kamen noch weitere 12 Dörfer zum Gemeindegebiet.
Am 17. Juli 2020 kam es im Zuge einer großen Rajonsreform zum Anschluss des Rajonsgebietes an den Rajon Krasnohrad.
Folgende Orte sind neben dem Hauptort Starowiriwka Teil der Gemeinde:
| Name                              | Name                   | Name                                            |
| ukrainisch transkribiert          | ukrainisch             | russisch                                        |
| --------------------------------- | ---------------------- | ----------------------------------------------- |
| Biloussiwka                       | Білоусівка             | Белоусовка (Beloussowka)                        |
| Dehtjarka                         | Дегтярка               | Дегтярка (Degtjarka)                            |
| Djatschkiwka                      | Дячківка               | Дьячковка (Djatschkowka)                        |
| Hawryliwka                        | Гаврилівка             | Гавриловка (Gawrilowka)                         |
| Karawan                           | Караван                | Караван                                         |
| Klynowe                           | Клинове                | Клиновое (Klinowoje)                            |
| Ljaschiwka                        | Ляшівка                | Ляшовка (Ljaschkowa)                            |
| Lytowky                           | Литовки                | Литовки (Litowki)                               |
| Moskalziwka                       | Москальцівка           | Москальцовка (Moskalzowka)                      |
| Murawlynka                        | Муравлинка             | Муравлинка (Murawlinka)                         |
| Mykolajiwka (bis 2019 Melychiwka) | Миколаївка (Мелихівка) | Николаевка (Nikolajewka)/Мелиховка (Melichowka) |
| Ochotsche                         | Охоче                  | Охочее (Ochotscheje)                            |
| Palatky                           | Палатки                | Палатки (Palatki)                               |
| Paraskowija                       | Парасковія             | Парасковия                                      |
| Petschijiwka                      | Печіївка               | Печиевка (Petschijewka)                         |
| Rakiwka                           | Раківка                | Раковка (Rakowka)                               |
| Sawadiwka                         | Завадівка              | Завадовка (Sawadowka)                           |
| Sloboschanske                     | Слобожанське           | Слобожанское (Sloboschanskoje)                  |
| Stanytschne                       | Станичне               | Станичное (Stanitschnoje)                       |
| Tscherwona Poljana                | Червона Поляна         | Червоная Поляна (Tscherwonaja Poljana)          |
| Wynnyky                           | Винники                | Винники (Winniki)                               |

## Religion
In dem Ort gibt es die Kirchen Іоанно-Богословський храм Ioanno-Bohoslawskyj chram („Johannes-Tempel“), Церква «Блага вість» Zerkwa »Blaha wist« (etwa: „Kirche der Guten Nachricht“) und Свято-Николаевская церковь Swjato-Nykolajewskaja zerkow (etwa: „St.-Nikolai-Kirche“).